# Regierung G. Eyskens V
Die Regierung G. Eyskens VI amtierte in Belgien vom 21. Januar 1972 bis zum 23. November 1972. Nach den vorgezogenen Parlamentswahlen 1965 bildete Gaston Eyskens (CVP) eine Regierung aus den inzwischen in eine flämische (CVP) und wallonische (PSC) Partei gespaltenen Christdemokraten und den Sozialisten (PSB/BSP). Im Herbst 1971 löste König Baudoin auf Wunsch der Regierung das Parlament auf und rief für den 7. November 1971 Neuwahlen aus, die Regierung verblieb jedoch im Amt. Nach der Wahl, bei der die Regierungsparteien Stimmen einbüßten, bildete Eyskens erneut eine Regierung aus Christdemokraten und Sozialisten. Nachdem die vorgeschlagene Lösung für die Lösung des Sprachenstreits in Fourons vom Staatsrat für verfassungswidrig erklärt worden war und es zu Konflikten unter den Koalitionsparteien gekommen war, trat Premierminister Eyskens am 22. November 1972 zurück. Der vom wallonischen Sozialisten Edmond Leburton am 26. Januar 1973 gebildeten 5-Parteien-Regierung gehörten die flämischen (CVP) und wallonischen Christdemokraten (PSC), die Sozialisten (BSP-PSB) sowie die flämischen (PVV) und wallonischen (PLP) Liberalen an.

## Kabinett
| Minister                                                                                 | Minister              | Minister | Minister            | Minister          |
| Amt                                                                                      | Amtsinhaber           | Partei   | Beginn der Amtszeit | Ende der Amtszeit |
| ---------------------------------------------------------------------------------------- | --------------------- | -------- | ------------------- | ----------------- |
| Premierminister                                                                          | Gaston Eyskens        | CVP      | 21. Januar 1972     | 23. November 1972 |
| Vizepremierminister Bildungsminister                                                     | André Cools           | PSB/BSP  | 21. Januar 1972     | 23. November 1972 |
| Verteidigungsminister                                                                    | Paul Vanden Boeynants | PSC      | 21. Januar 1972     | 23. November 1972 |
| Außenminister                                                                            | Pierre Harmel         | PSC      | 21. Januar 1972     | 23. November 1972 |
| Minister für Post, Telegraphie und Telefon                                               | Edouard Anseele       | PSB/BSP  | 21. Januar 1972     | 23. November 1972 |
| Minister für Gesundheit und Familie                                                      | Léon Servais          | PSC      | 21. Januar 1972     | 23. November 1972 |
| Innenminister                                                                            | Renaat Van Elslande   | CVP      | 21. Januar 1972     | 23. November 1972 |
| Justizminister                                                                           | Alfons Vranckx        | PSB/BSP  | 21. Januar 1972     | 23. November 1972 |
| Minister für öffentliche Arbeiten                                                        | Jos De Saeger         | CVP      | 21. Januar 1972     | 23. November 1972 |
| Arbeitsminister                                                                          | Louis Major           | PSB/BSP  | 21. Januar 1972     | 23. November 1972 |
| Minister für französische Kultur                                                         | Charles Hanin         | PSC      | 21. Januar 1972     | 23. November 1972 |
| Sozialminister                                                                           | Louis Namèche         | PSB/BSP  | 21. Januar 1972     | 23. November 1972 |
| Minister für Landwirtschaft und Mittelstand                                              | Léo Tindemans         | CVP      | 21. Januar 1972     | 23. November 1972 |
| Minister für niederländische Kultur                                                      | Frans Van Mechelen    | CVP      | 21. Januar 1972     | 23. November 1972 |
| Finanzminister                                                                           | André Vlerick         | CVP      | 21. Januar 1972     | 23. November 1972 |
| Minister für Kommunikation                                                               | Fernand Delmotte      | PSB/BSP  | 21. Januar 1972     | 23. November 1972 |
| Bildungsminister                                                                         | Léon Hurez            | PSB/BSP  | 21. Januar 1972     | 23. November 1972 |
| Wirtschaftsminister                                                                      | Henri Simonet         | PSB/BSP  | 21. Januar 1972     | 23. November 1972 |
|                                                                                          |                       |          |                     |                   |
| Staatssekretäre                                                                          |                       |          |                     |                   |
| Staatssekretär für Wissenschaft beim Premierminister                                     | Théo Lefèvre          | CVP      | 21. Januar 1972     | 23. November 1972 |
| Staatssekretär für Außenhandel im Außenministerium                                       | Henri Fayat           | PSB/BSP  | 21. Januar 1972     | 23. November 1972 |
| Staatssekretär für Wohnungswesen und Raumordnung im Ministerium für öffentliche Arbeiten | Gustave Breyne        | PSB/BSP  | 21. Januar 1972     | 23. November 1972 |
| Staatssekretär für Wohnungswesen und Raumordnung im Ministerium für öffentliche Arbeiten | Alfred Califice       | PSC      | 21. Januar 1972     | 23. November 1972 |
| Staatssekretär für Entwicklungszusammenarbeit im Außenministerium                        | Lucien Harmegnies     | PSB/BSP  | 21. Januar 1972     | 23. November 1972 |
| Staatssekretär für den öffentlichen Dienst beim Premierminister                          | Léon Remacle          | PSC      | 21. Januar 1972     | 23. November 1972 |
| Staatssekretär im Ministerium für Landwirtschaft und Mittelstand                         | Antoon Steverlynck    | CVP      | 21. Januar 1972     | 23. November 1972 |
| Staatssekretär für den Haushalt beim Premierminister                                     | Frank Van Acker       | PSB/BSP  | 21. Januar 1972     | 23. November 1972 |
| Staatssekretär für regionale Wirtschaft im Wirtschaftsministerium                        | Luc Dhoore            | CVP      | 21. Januar 1972     | 23. November 1972 |
| Staatssekretär für regionale Wirtschaft im Wirtschaftsministerium                        | Edouard Close         | PSB/BSP  | 21. Januar 1972     | 23. November 1972 |